# Cabera subalba
Cabera subalba är en fjärilsart som beskrevs av W. Warren 1901. Cabera subalba ingår i släktet Cabera och familjen mätare. Inga underarter finns listade i Catalogue of Life.